# Duje Krstulović
Duje Krstulović, född 5 februari 1953 i dåvarande Jugoslavien, är en jugoslavisk basketspelare som tog tog OS-guld 1980 i Moskva. Detta var Jugoslaviens andra medalj i rad i basket vid olympiska sommarspelen. Han var även med och tog VM-guld i basket 1978 och EM-guld 1977.